# The Ideal Copy
The Ideal Copy — четвертий студійний альбом, британського постпанк-гурту, Wire був випущений в квітні 1987, року на лейблах, Mute Records, Enigma. Це альбом який був випущений, після довгої перерви гурту, у 1980-му по 1985, рік. Альбом витриманий у стилі експериментальної музики, в поєднанні з електронним звучання, в традиції постпанку.

## Список композицій
| #  | Назва                   | Тривалість |
| -- | ----------------------- | ---------- |
| 1. | «The Point of Collapse» | 3:18       |
| 2. | «Ahead»                 | 4:53       |
| 3. | «Madman's Honey»        | 4:23       |
| 4. | «Feed Me»               | 5:50       |
| 5. | «Ambitious»             | 4:00       |
| 6. | «Cheeking Tongues»      | 2:02       |
| 7. | «Still Shows»           | 4:00       |
| 8. | «Over Theirs»           | 5:18       |